# Kurt Thoma

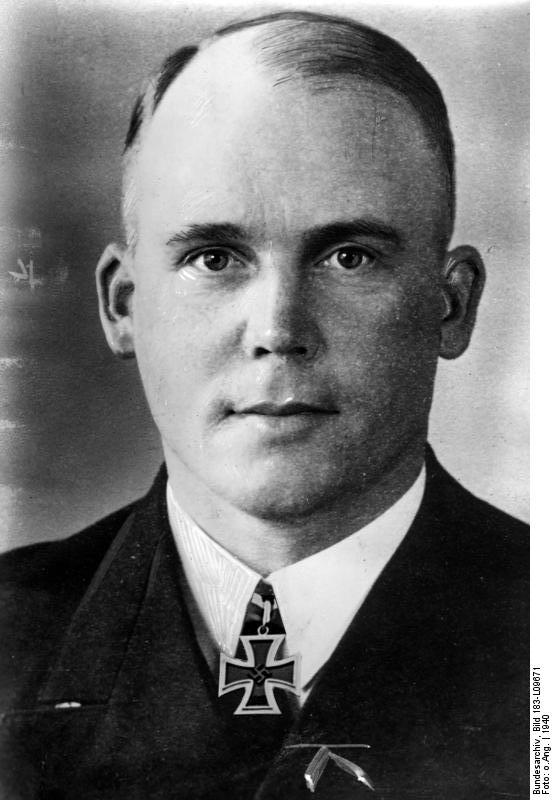
Korvettenkapitän Kurt Thoma mit Ritterkreuz, ca. Ende 1940

Otto Kurt Thoma (* 4. August 1901 in Staufen (Kreis Freiburg); † 11. April 1971 in Oldenburg) war ein deutscher Kapitän zur See der Kriegsmarine und Bundesmarine.

## Leben
Kurt Thoma trat am 1. April 1921 in die Reichsmarine ein und absolvierte bis 19. September 1921 eine infanteristische Ausbildung der der 3. Kompanie der 1. Schiffsstammdivision der Nordsee. Anschließend war er bis 1. April 1923 zur praktischen Bordausbildung auf der Hannover, der Niobe und der Berlin. Er war bis 31. März 1923 an der Marineschule Flensburg-Mürwik und belegte dort einen Fähnrichs-Lehrgang, gefolgt von weiteren Fähnrichs-Lehrgängen bis Ende Oktober 1924 und anschließend von einem Fähnrichs-Infanterielehrgang bei der II. Schiffsstammdivision der Ostsee bis 1. Januar 1925.
Ab 11. November 1925 diente er als Wachoffizier auf der Braunschweig und ab Februar 1926 in der Position im Wechsel auch auf der Schleswig-Holstein. Mit der Außerdienststellung der Braunschweig wechselte er Mitte Mai 1926 ganz auf die Schleswig-Holstein, blieb hier aber nur bis 17. Juni 1926. Vom 23. September 1926 bis 27. September 1927 war er erst Kommandant von UZ 29 und dann von UZ 35. Nach dem Besuch eines Lehrganges an der Torpedo- und Nachrichtenschule Flensburg-Mürwik war er vom 21. Dezember 1927 bis 18. Juli 1928 Kompanieoffizier bei der II. Schiffsstammdivision der Nordsee. Er übernahm wieder ein Kommando über ein UZ-Boot. Vom 23. September 1928 bis 29. September 1930 war er als Wachoffizier auf dem Torpedoboot Falke. Als Adjutant und Referent kam er zur Bildungsinspektion. Von Ende September 1932 bis Mitte November 1934 war er Kommandant von M 132 und M 136. Am 1. April 1934 wurde er zum Kapitänleutnant befördert. Als Wach- und Rollenoffizier kam er auf die Admiral Scheer. Das Panzerschiff nahm während des spanischen Bürgerkriegs Seekontrollen vor.

In der Kriegsmarine war er ab Oktober 1936 in der Marinewehrabteilung (A V) im Marinekommandoamt des Oberkommandos der Kriegsmarine. Vom 1. November 1937 bis 18. Oktober 1938 war er Referent der Militärischen Abteilung im Oberkommando der Kriegsmarine. Mit der Aufstellung übernahm Thoma als Korvettenkapitän im Oktober 1938 die 2. Minensuchflottille. Während des Unternehmens Weserübung im April 1940 nahm er mit der Flottille Egersund ein. Hierbei konnte ein Jägerzug gefangengesetzt und u. a. das Torpedoboot Skarv geentert werden. Die 2. Minensuchflottille (auch Kriegsschiffsgruppe 6) wurde, nachdem sie bereits Kurs auf Kiel genommen hatte, nach Kristiansand zur Verstärkung der dort kämpfenden Einheiten geschickt, konnte dort aber aufgrund der bereits erfolgten Einnahme des Hafens nicht mehr eingreifen. Für die Führung der 2. Minensuchflottille erhielt er am 6. Oktober 1940, nachdem er bereits am 22. November 1939 das Eiserne Kreuz II. Klasse und am 4. Mai 1940 das Eiserne Kreuz I. Klasse erhalten hatte, das Ritterkreuz des Eisernen Kreuzes verliehen. In der Pressemitteilung zur Verleihung hieß es u. a.:
Die zahlreichen Erfolge der Flottille sind in erster Linie dem Können und dem überragenden Angriffsgeist ihres Flottillenchefs zu verdanken.
Später kam die 2. Minensuchflottille noch vor der französischen Küste zum Einsatz. Im März 1941 gab Thoma das Kommando ab und wechselte als Referent in die Abteilung K III M (Abteilung für militärische Fragen des Kriegsschiffbaues) in das OKM. Das Italienische Kriegskreuz mit Schwertern erhielt er am 1. November 1941 verliehen. Ab dem 23. März 1943 war er Chef der Abteilung K III M und wurde am 1. April 1943 zum Kapitän zur See befördert. Dies war bis Kriegsende und danach in den über fünf Jahren in der Bundesmarine sein letzter Dienstgrad.
Von Oktober 1944 an war er als Nachfolger von Konteradmiral Günther Horstmann bis Kriegsende Kommandeur der 5. Sicherungs-Division (Cuxhaven). Der nach Kriegsende in Cuxhaven eingesetzte Naval Officer-in-Charge, Captain Lionel Skipwith, ließ Thoma als Kommandeur der 5. Sicherungs-Division absetzen. Hierdurch wurde er nicht in den Deutschen Minenräumdienst (GMSA) übernommen, worin die ehemalige 5. Sicherungs-Division überführt worden war. Thoma kam vom 8. Mai 1945 bis 2. März 1946 in Cuxhaven in Kriegsgefangenschaft.
Später wurde er am 1. Februar 1957 in die Bundesmarine übernommen und belegte einen kurzen Einweisungslehrgang in Mürwik. Von Mitte Februar bis Juni 1957 führte er die Geschäfte des Kommandeurs des Marineabschnittskommandos Nordsee. Anschließend war er bis Dezember 1957 Chef des Stabes des Kommandos der Seestreitkräfte. Von Mitte Dezember 1957 bis April 1958 kam er als Kommandeur des Marinestützpunktkommandos Kiel und dann bis 30. September 1962 als Kommandeur des Marinestützpunktkommandos Wilhelmshaven zum Einsatz. Anschließend wurde er in den Ruhestand versetzt.